# Kidrič
Kidrič je priimek v Sloveniji, ki ga je po podatkih Statističnega urada Republike Slovenije na dan 1. januarja 2010 uporabljalo 274 oseb.

## Znani nosilci priimka
- Aleksander Kidrič, strojnik
- Boris Kidrič (1912—1953), revolucionar, organizator OF, partizan, narodni heroj, politik in akademik
- Branko Kidrič (*1962), župan Rogaške Slatine (gradbenik in politik)
- Dušan Kidrič (*1950), ekonomist, zavarovalniški strokovnjak
- France Kidrič (1880—1950), literarni zgodovinar in teoretik, prešernoslovec, univerzitetni profesor in akademik
- Jurk(ic)a Kidrič (*1939), kemičarka
- Marjetka Kidrič (*194#?), kemičarka
- Mimica Kidrič, radijska novinarka (Štajerski val)
- Rene Kidrič, košarkar
- Rok Kidrič (*1995), nogometaš
- Zdenka Kidrič (1909—2008), komunistka, partizanka prvoborka, vodja VOS OF